# Епархия Туля
Епархия Туля — упразднённая церковная епархия Франции.
Епархия Туля (лат. Diocesis Tullensis) была основана в IV веке. Она была одной из тройки знаменитых исторических епархий Лотарингии. Упраздненная в 1801 году в пользу Нанси, она не была восстановлена. С 1824 года епархиальные епископы получают титул епископа Тульского, а епархия называется епархией Нанси и Туля.